# Partito Democratico di Corea
Il Partito Democratico di Corea (in coreano hangŭl 더불어민주당, hanja 더불어民主黨, Deobureo Minjudang, abbreviato 더민주, Deominju), noto anche come Partito Minju, è un partito politico sud-coreano di orientamento liberale e centrista.
Sostiene il dialogo con la Corea del Nord e la riunificazione coreana; si richiama al Partito Democratico statunitense.

## Storia
Precursore della formazione politica è il "Partito Democratico", nato nel 1955; nel 1963 confluì nel "Partito dei Diritti Civili", ma una componente dette vita ad un altro Partito Democratico. Nel 1967, a sua volta, il Partito dei Diritti Civili confluì nel "Nuovo Partito Democratico" ma, per effetto di un'ulteriore scissione, venne costituito un distinto "Partito Democratico".
Il Nuovo Partito Democratico fu bandito nel 1980; fu così che, nel 1981, molti suoi esponenti politici costituirono il "Partito della Corea Democratica", mentre, nel 1984, fu fondato il "Partito della Nuova Corea e Democratico".
Nel 1987, una componente del Partito della Nuova Corea e Democratico dette vita al Partito Democratico della Riunificazione; sempre nel 1987, una scissione interna a quest'ultimo partito condusse alla nascita del "Partito Democratico della Pace", poi ridenominato "Nuovo Partito Democratico Unito". Il Partito della Nuova Corea e Democratico si dissolse nel 1988.
Nel 1990 il Partito Democratico della Riunificazione si fuse col "Partito della Giustizia Democratica" (successore del Partito Repubblicano Democratico) e col Nuovo Partito Repubblicano Democratico per formare il "Partito Liberale Democratico" (nel 1995 esso fu ridenominato Partito della Nuova Corea e nel 1997 confluì nel Grande Partito Nazionale). Tuttavia, una componente del partito contraria alla confluenza nella nuova formazione dette vita al "Partito Democratico" che, nel 1991, si fuse a sua volta col già citato Nuovo Partito Democratico Unito, costituendo una nuova formazione politica, anch'essa designata col nome di "Partito Democratico".
Nel 1995, il Partito Democratico si fuse col "Nuovo Partito per la Riforma": nacque così il "Partito Democratico Unito" (nel 1997 confluito, insieme al Partito della Nuova Corea, nel Grande Partito Nazionale). Una componente del partito decise però di dar vita ad una nuova formazione, il Congresso Nazionale per la Nuova Politica.
Nel 2000, quest'ultimo soggetto politico si fuse col "Nuovo Partito del Popolo" per formare il "Partito Democratico del Millennio", nel 2005 ridenominato "Partito Democratico". Nel 2003, peraltro, alcuni suoi esponenti abbandonarono il partito per fondare, insieme ad una componente fuoriuscita dal Grande Partito Nazionale, una nuova formazione, il Nostro Partito Aperto.
Il Partito Democratico si dissolse nel 2007: una parte aderì al Nostro Partito Aperto, che, successivamente, dette vita al Nuovo Partito Democratico Unito; un'altra costituì un distinto e ulteriore "Partito Democratico". Nel 2008 il Partito Democratico e il Nuovo Partito Democratico Unito si fusero per formare il Partito Democratico Unito, poi ridenominato Partito Democratico. Nel 2011 quest'ultimo si unì al "Partito dell'Unità dei Cittadini": il nuovo soggetto politico, designato col nome di "Partito Democratico Unito", nel 2013 assunse di nuovo la denominazione di "Partito Democratico".
Nel 2014 il Partito Democratico, in seguito alla fusione col "Partito della Nuova Visione Politica", costituì l'"Alleanza della Nuova Politica per la Democrazia" che, nel 2015, assunse infine il nome di "Partito Democratico di Corea".

## Leader
- Ahn Cheol-soo, Kim Han-gil (2014)
- Park Young-sun (2014)
- Moon Hee-sang (2014-2015)
- Moon Jae-in (2015-2016)
- Kim Chong-in (2016)
- Choo Mi-ae (2016-2018)
- Lee Hae-chan (2018-2020)
- Lee Nak-yon (2020-2021)
- Kim Tae-nyeon (2021)
- Do Jong-hwan (2021)
- Yun Ho-jung (2021; 2022)
- Song Young-gil (2021-2022)
- Park Hong-keun (2022)
- Woo Sang-ho (2022)
- Lee Jae-myung (2022-2025)
- Park Chan-dae (2025-)

## Risultati elettorali
| Elezione | Voti                | %                   | Seggi               |
| Partito Democratico | Partito Democratico | Partito Democratico | Partito Democratico |
| --- | ------------------- | ------------------- | ------------------- |
| Parlamentari 1958 | 2.914.049           | 34,0                | 79 / 233            |
| Parlamentari 1960 | 3.786.401           | 41,7                | 175 / 233           |
| Partito dei Diritti Civili |                     |                     |                     |
| Parlamentari 1963 a | 1.870.976           | 20,1                | 14 / 175            |
| Nuovo Partito Democratico |                     |                     |                     |
| Parlamentari 1967 b | 3.554.224           | 32,7                | 45 / 175            |
| Parlamentari 1971 | 4.969.050           | 44,4                | 89 / 204            |
| Parlamentari 1973 | 3.577.300           | 32,5                | 52 / 299            |
| Parlamentari 1978 | 4.861.204           | 32,8                | 61 / 231            |
| Partito della Corea Democratica |                     |                     |                     |
| Parlamentari 1981 | 3.495.829           | 21,6                | 81 / 276            |
| Parlamentari 1985 | 3.930.966           | 19,68               | 35 / 276            |
| Partito della Nuova Corea e Democratico |                     |                     |                     |
| Parlamentari 1985 | 5.843.827           | 29,26               | 67 / 276            |
| Partito Democratico della Pace |                     |                     |                     |
| Parlamentari 1988 c | 3.783.279           | 19,3                | 70 / 299            |
| Partito Democratico |                     |                     |                     |
| Parlamentari 1992 | 6.004.577           | 29,2                | 97 / 299            |
| Congresso Nazionale per la Nuova Politica |                     |                     |                     |
| Parlamentari 1996 | 4.971.961           | 25,30               | 79 / 299            |
| Partito Democratico del Millennio |                     |                     |                     |
| Parlamentari 2000 | 6.780.625           | 35,87               | 115 / 276           |
| Parlamentari 2004 | 1.510.178           | 7,09                | 9 / 299             |
| Partito Democratico Unito |                     |                     |                     |
| Parlamentari 2008 | 4.313.645           | 25,18               | 81 / 299            |
| Parlamentari 2012 | 7.777.123           | 34,46               | 127 / 300           |
| Partito Democratico della Corea |                     |                     |                     |
| Parlamentari 2016 | 6.069.744           | 25,55               | 123 / 300           |
| Parlamentari 2020 | 9.307.112           | 33,36               | 180 / 300           |
| Parlamentari 2024 | 7.567.459           | 26,70               | 173 / 300           |
| a Il Partito Democratico (1963) ottenne 1.264.285 voti (13,6%, 13 seggi) b Il Partito Democratico (1967) ottenne 323.203 voti (3,0%, nessun seggio) c Il Partito Democratico della Riunificazione ottenne 4.680.175 voti (23,8%, 59 seggi) |                     |                     |                     |

| Elezione           | Candidato     | Voti       | %     | Esito      |
| ------------------ | ------------- | ---------- | ----- | ---------- |
| Presidenziali 2017 | Moon Jae-in   | 13.423.800 | 41,1  | Eletto     |
| Presidenziali 2022 | Lee Jae-Myung | 16.147.738 | 47,8  | Non Eletto |
| Presidenziali 2025 | Lee Jae-Myung | 17.287.513 | 49,42 | Eletto     |